# Григорівка (Вінницький район)
Григорівка — селище в Україні, у Погребищенській міській громаді Вінницького району Вінницької області. Населення — 1 особа (2012).. Селище розташоване на межі чотирьох колишніх районів області — Погребищенського, Козятинського, Калинівського та Липовецького. До 2020 підпорядковувалося Мончинській сільській раді. Через селище раніше проходила залізниця та поблизу діяв зупинний пункт Сопин. Нині залізнична колія розібрана.

## Історія
Засноване як висілок с. Сопин в 1920-х роках. За переписом 1926 року мало 147 осіб в 30-х господарствах.
Під час Другої світової війни селище було окуповано фашистськими військами у липні 1941 року. Червоною армією село було зайняте 2 січня 1944 року.
В 2012 році в селищі офіційно проживала одна мешканка — Марія Гоменюк, яка померла восени того ж року. Крім того проживає одна дачниця та ще одна жінка проживає на колишній залізничній станції неподалік.
В 2013 році постійного населення не зареєстровано.
12 червня 2020 року, відповідно до розпорядження Кабінету Міністрів України № 707-р «Про визначення адміністративних центрів та затвердження територій територіальних громад Вінницької області», увійшло до складу Погребищенської міської громади.
19 липня 2020 року, в результаті адміністративно-територіальної реформи та ліквідації Погребищенського району, село увійшло до складу Вінницького району.

## Населення
За даними перепису 2001 року кількість наявного населення селища становила 8 осіб, із них 100 % зазначили рідною мову українську.
| Рік            | 1926 | 1989 | 2001 | 2012 |
| -------------- | ---- | ---- | ---- | ---- |
| Кількість осіб | 147  | 20   | 8    | 1    |

## Галерея

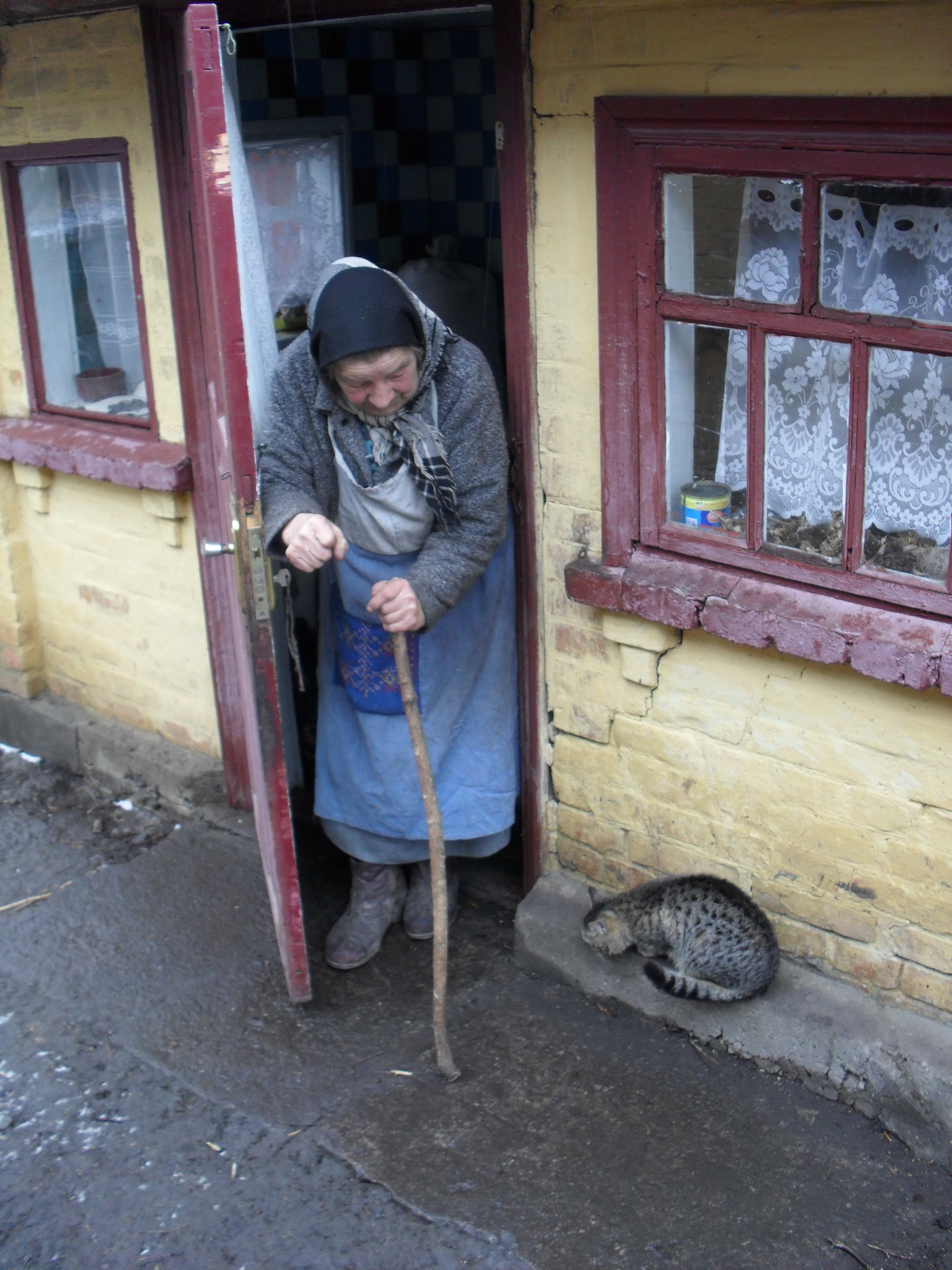
Марія Гоменюк - єдина офіційна жителька селища станом на 2012 рік
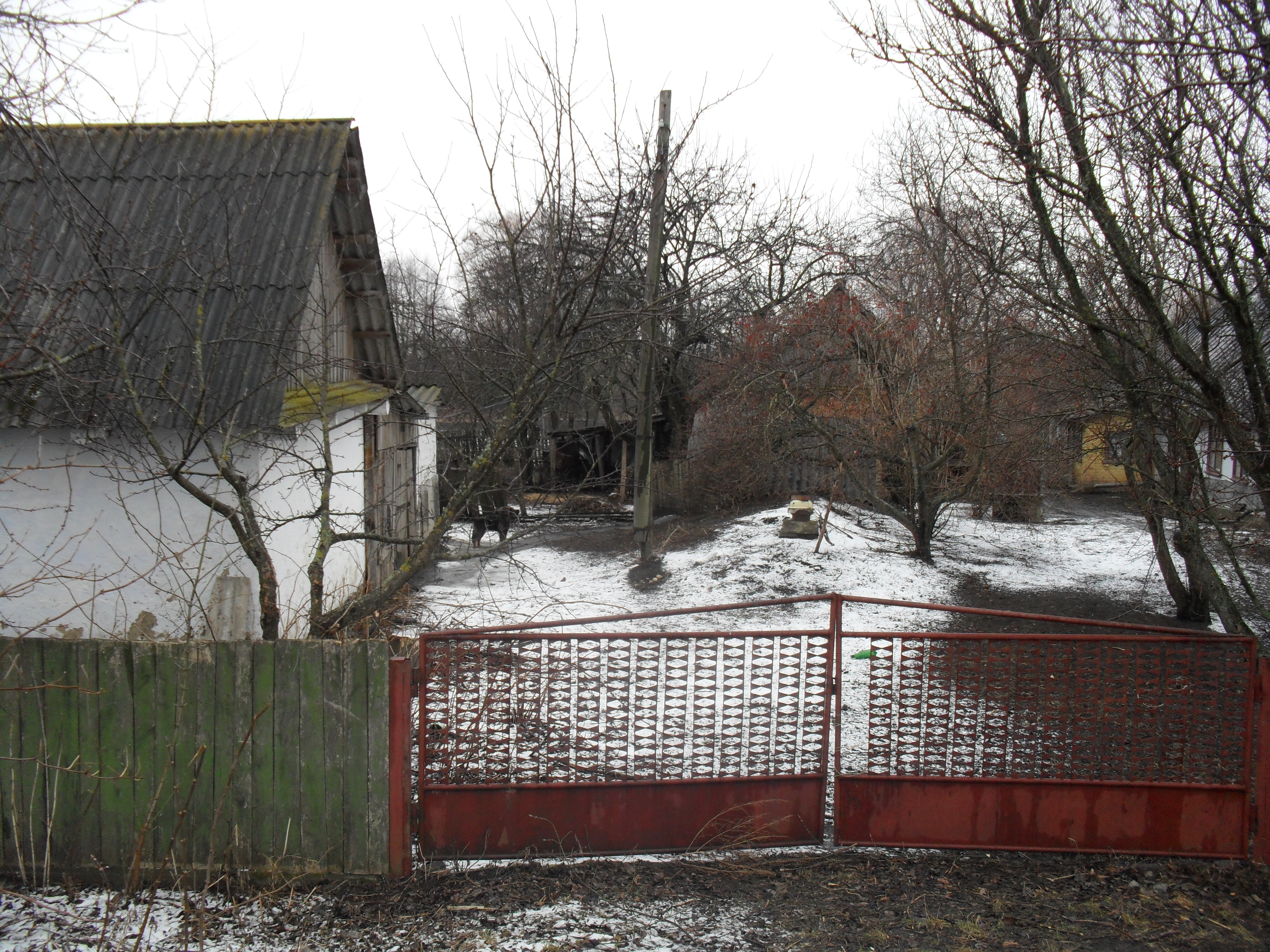
Подвір'я Марії Гоменюк
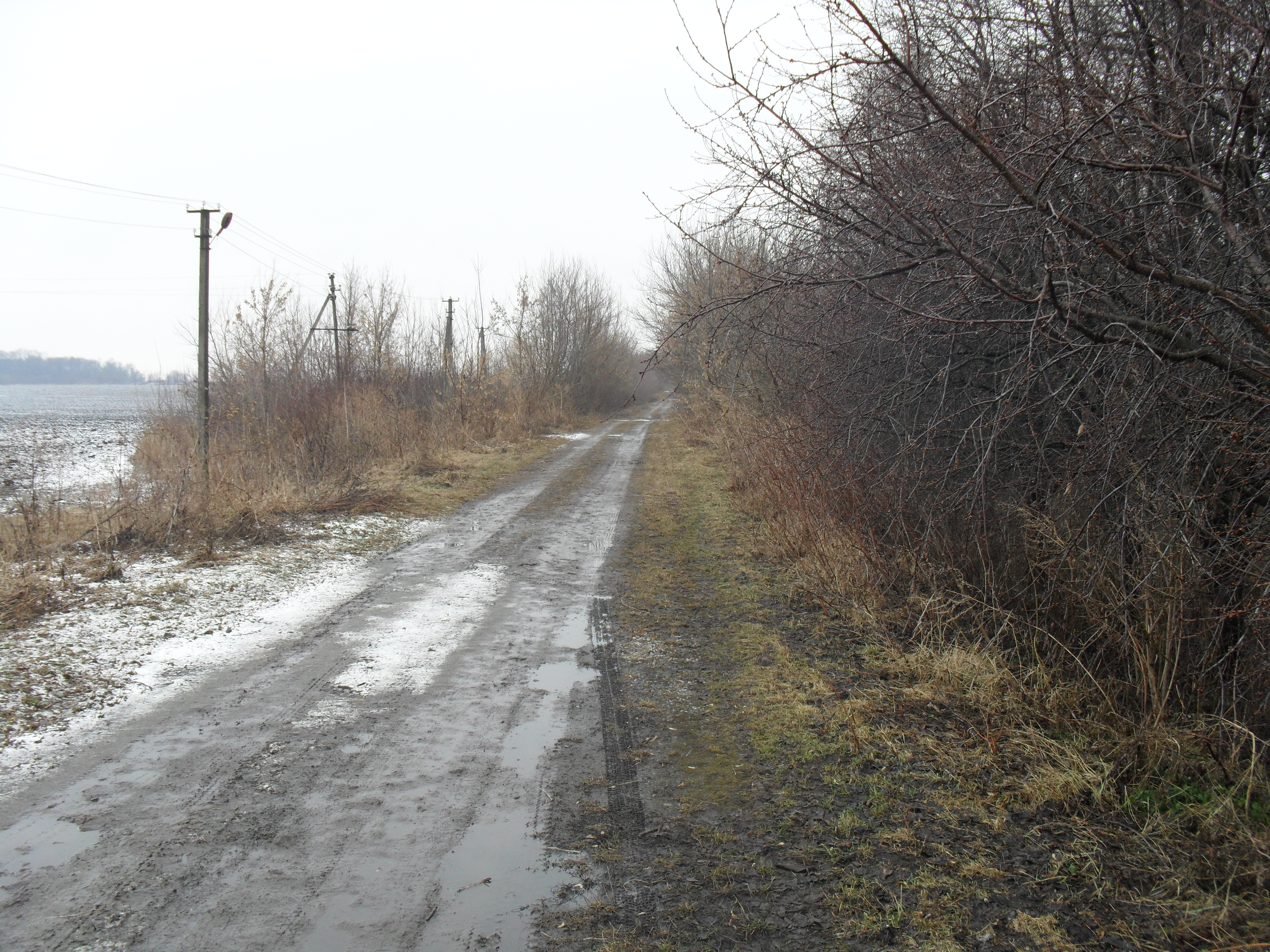
Дорога у Григорівці
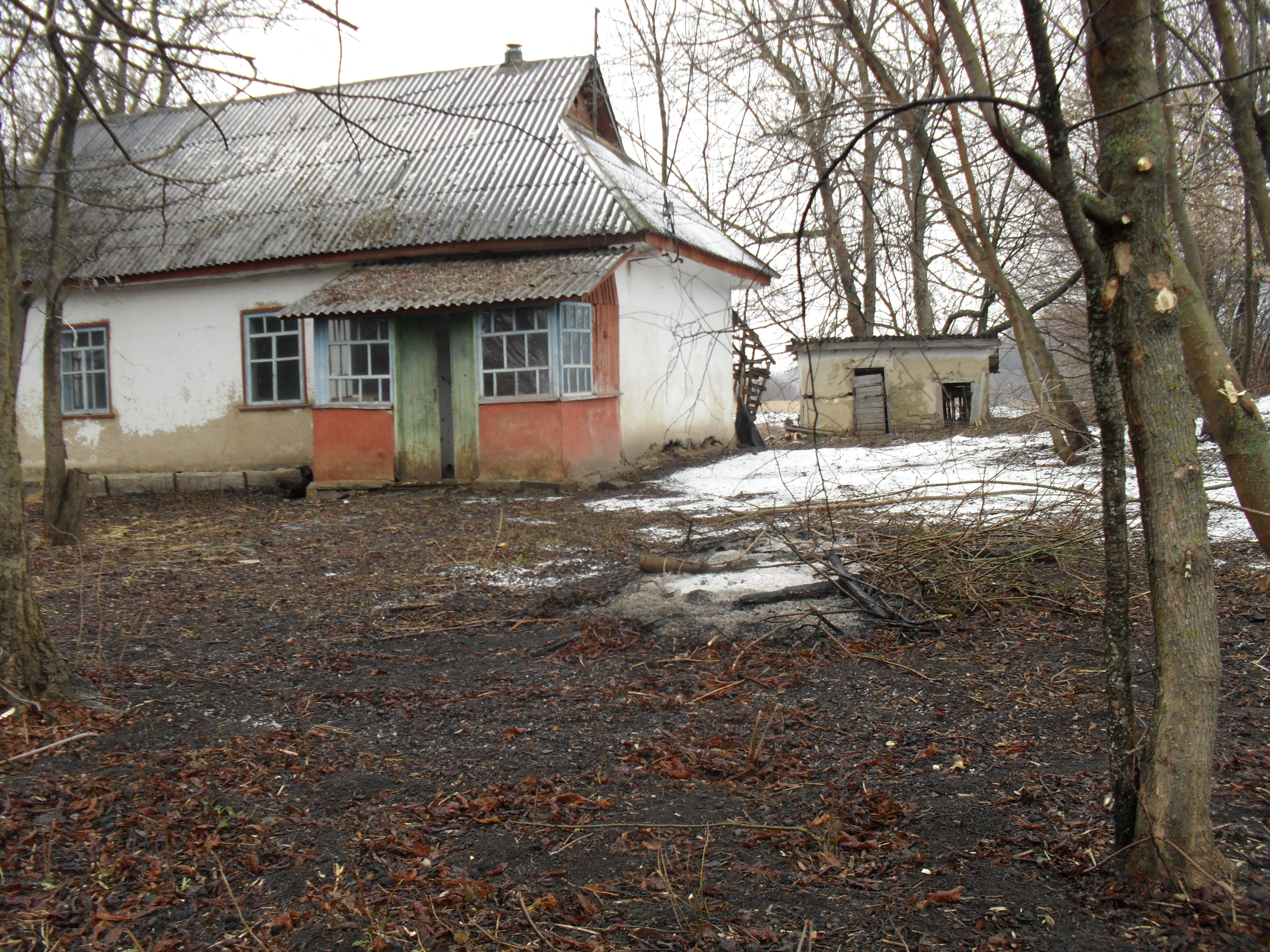
Закинуті будівлі в селищі

.